# Kugelkeil

Ein Kugelkeil mit Radius r und Öffnungswinkel α

Ein Kugelkeil ist in der Geometrie ein Teil einer Vollkugel, der von zwei einander in einem Durchmesser schneidenden Halbebenen herausgeschnitten wird. Der Rand (die Oberfläche) besteht aus einem Kugelzweieck und zwei Halbkreisen mit dem Radius der Kugel.
Betrachtet man die Vollkugel (Radius {\displaystyle r}) als Rotationskörper, der durch Rotation eines Halbkreises um den begrenzenden Durchmesser um den Winkel 360° entsteht, so entsteht ein Kugelkeil, wenn man den Halbkreis nur um einen Winkel {\displaystyle \alpha <360^{\circ }} (den „Öffnungswinkel“ des Keils) rotieren lässt.
Das Volumen des Kugelkeils ist intuitiv proportional zu seinem Öffnungswinkel und ergibt sich daher zu
{\displaystyle V={\frac {\alpha }{360^{\circ }}}\cdot V_{\text{Kugel}}={\frac {\alpha }{360^{\circ }}}\cdot {\frac {4\pi }{3}}r^{3}}.
Wegen {\displaystyle 360^{\circ }=2\pi } rad lässt sich das vereinfachen zu
{\displaystyle V={\frac {\alpha }{2\pi }}\cdot {\frac {4\pi }{3}}r^{3}={\frac {2}{3}}\alpha r^{3}}.
Analog erhält man für den Flächeninhalt des Kugelzweiecks
{\displaystyle A={\frac {\alpha }{360^{\circ }}}\cdot O_{\text{Kugel}}={\frac {\alpha }{360^{\circ }}}\cdot 4\pi r^{2}=2\alpha r^{2}}.
Für die Oberfläche des Kugelkeils gilt
{\displaystyle O=A+\pi r^{2}=(2\alpha +\pi )r^{2}}.
Die Formeln für das Volumen und den Flächeninhalt des Kugelzweiecks lassen sich exakt mit Hilfe von Kugelkoordinaten und Volumen- bzw. Flächenintegralen herleiten.

## Weitere Kugelteile
- Kugelausschnitt
- Kugelsegment
- Kugelschicht
- Kugelring